# FC Barcelona confidential
FC Barcelona confidential er en dansk portrætfilm fra 2005, der er instrueret af Daniel Hernandez og Justin Webster.

## Handling
Filmen fortæller historien om en gruppe unge erhvervsfolk, der kæmper for at redde verdens største fodboldklub ud af dens værste krise nogensinde. Den 15. juni 2003 overtog en gruppe dotcom-millionærer ledelsen af FC Barcelona. Udgangspunktet kunne næppe være værre. Klubben var teknisk set fallit, og holdet blev ydmyget på banen. I fire sæsoner havde de intet vundet. At ærkerivalen Real Madrid hev trofæer hjem på stribe, gjorde kun ondt værre. Med enestående adgang til klubbens indercirkel følger filmen det første år for den nye ledelse: fra den dramatiske valgsejr, gennem den første krise - snydt for David Beckham, men heldige med at score brasilianske Ronaldinho - til konfrontationer med voldelige fans og omfattende omstruktureringer.